# Kinderdijk
Kinderdijk je selo u nizozemskoj pokrajini Južna Holandija, u općini Lekkerland, oko 15 km od Rotterdama. Smješteno je na polderu izgrađenom na slivu rijeka Lek i Noord. 
Ime "Kinderdijk" na nizozemskom jeziku znači "Dječje jezero", a potječe nakon velike poplave 1421. godine kada je na tom mjestu pronađena kolijevka koju je mačka održavala na vodi, a u kojoj je bilo dijete koje je jedino preživjelo poplavu. Ova lokalna legenda je preživjela u engleskoj priči "Mačka i kolijevka".
U Alblasserwaardu problemi s vodom postaju sve očitiji u 13. stoljeću. Tada su iskopani veliki kanali (weteringen) kako bi se putem njih oslobodili od viška vode u polderima. Međutim, drenirano tlo se počelo spuštati dok je razina rijeke porasla zbog taloženja pijeska. Nakon nekoliko stoljeća bili su potrebni dodatni načini za održavanje poldera suhima. Odlučeno je izgraditi niz vjetrenjača s ograničenim kapacitetom koje su premostile razliku razine vode. Kako bi se isušio polder Alblasserwaard oko 1740. godine izgrađen je sustav od 19 vjetrenjača koje su ispumpavale vodu iz kanala, preko brane natrag u rezorvoar koji se ispuštao u rijeku. I dan danas je to najveća koncentracija tradicionalnih vjetrenjača u Nizozemskoj, i time u svijetu, te jedno od najpoznatijih turističkih atrakcija u Nizozemskoj. Zbog toga je Kinderdijk upisan na UNESCO-ov popis mjesta svjetske baštine u Europi 1997. godine.
Iako se neke od vjetrenjača još uvijek koriste, glavno crpljenje vode obavljaju dvije dizelske crpne postaje u blizini jednog od ulaza na lokalitet vjetrenjača.

## Galerija
- Vjetrenjača iz Kinderdijka
- Kanal Kinderdijka
- Jedan od domova upravitelja crpki
- Kinderdijk u sutonu